# Achille Darnis
Achille Darnis (ur. 16 października 1860 w Poitiers, zm. 2 sierpnia 1938 w Augé) – francuski strzelec, który wziął udział w Letnich Igrzyskach Olimpijskich 1900 (Paryż).
Na igrzyskach startował tylko w trapie; zajął 28. miejsce, jednak jego wynik punktowy jest nieznany.

## Wyniki

### Igrzyska olimpijskie
| Igrzyska   | Konkurencja | Wynik       | Miejsce | Źródło |
| ---------- | ----------- | ----------- | ------- | ------ |
| Paryż 1900 | Trap        | brak danych | 28      | [ 2 ]  |